# Famille à Wengen
 (août 2024).
La famille à Wengen olim von Wengen, von Wängi, von Wengi, de Wengen, AWeng et a’Weng en France (prononcez Avingue) est une famille zwinglienne de l’ancienne (1581) bourgeoisie bâloise (Suisse), issue de la seule branche subsistante et bâtarde des seigneurs de Wängi près Frauenfeld (canton de Thurgovie), en leur temps ministériaux des comtes de Toggenbourg lesquels, ruinés au XVe siècle, se retirèrent à Constance. Leur ultime descendant gagna Bâle en 1550 et fut l’aïeul d’un pasteur et de cinq artistes peintres. La branche aînée quitta Bâle pour l'Alsace en 1803, se convertit au catholicisme et fut naturalisée française en 1846, puis émigra en Franche-Comté après l'annexion de l'Alsace-Lorraine (1870). En France, la famille se distingua dans la métallurgie, l’armée et le clergé.
Les noms Wengen, Weng et Wange signifient respectivement « prés » (au pluriel), « pré » (au singulier) et « versant ».

## Origine
L’historien de la commune de Wängi, Karl Tuchschmid, donne la filiation suivie des seigneurs de ce nom depuis Burkhard (Ier) von Wengen, chevalier, seigneur de Wängi, y vivant en 1226, jusqu’à son descendant à la huitième génération, Gebhart von Wengi, cité à Constance de 1540 à 1572.
Selon le généalogiste bâlois Arnold Lotz, Hans (IV) Hägelin von Wengi (v. 1511-v. 1563), fils naturel de Gebhart von Wengi et de la demoiselle Hägelin, fuyant la Contre-Réforme de la ville de Constance (1548), embrassa la religion réformée et, en 1550, devint imprimeur à Bâle, chez le célèbre Jérôme Froben. Il fut l’auteur de la famille von puis à Wengen (latinisation en usage chez les Réformés au XVIIe siècle) de Bâle. Son fils Emanuel (Ier) von Wengen (1557-1632), imprimeur également, fut reçu bourgeois de la ville le 10 juillet 1581, et son arrière-arrière-petit-fils Emanuel (V) à Wengen (-1720) fut élu membre du Grand Conseil de Bâle le 14 décembre 1711.
Johann Rudolf (II) à Wengen (1704-1772), artiste-peintre, est l’auteur des deux seules branches parvenues jusqu’à nous. L’aînée, devenue française et catholique, donna un rameau américain éteint en 1892, un rameau alsacien éteint en 1908, deux sous-rameaux lorrains respectivement éteints en 1989 et 1945, ainsi que le sous-rameau comtois, seul subsistant. La cadette, demeurée réformée, se divisa ensuite en une première branche bâloise (toujours représentée), en une branche allemande dont sont issus les rameaux du Neckar (subsistant) et wurtembergeois (éteint), et en une seconde branche bâloise toujours florissante.

## Armoiries
- « Ecartelé, au I : de gueules à la croix d’argent (qui est à Wengen) ; au II : de gueules à la fasce d’or, chargée d’une aigle de profil au naturel, le vol étendu, la fasce accompagnée en chef d’un lion ailé rampant d’or, et en pointe d’une fasce diminuée aussi d’or (qui est Rudolf Leonhard à Wengen) ; au III : de gueules à la fasce d’or, chargée d’un cygne de profil au naturel, la fasce accompagnée en chef d’un lion ailé rampant d’or, et en pointe d’une fasce diminuée aussi d’or (qui pourrait être Johann Jakob (V) à Wengen) ; au IV : parti de petit-gris, parti de gueules à la croix d’argent (qui est Leonhard à Wengen) ; brochant sur le tout : écartelé d’or et de gueules (qui est Wängi).
  - Cinq cimiers, de dextre à senestre : un cygne de profil au naturel entre un vol d’or, chaque aile chargée d’une fasce de gueules (casque couronné) ; un buste d’homme habillé aux armes de l’écu, au rabat d’argent, coiffé d’un bonnet albanais de gueules retroussé d’argent ; deux cornes de buffle, elles-mêmes écartelées d’or et de gueules ; une aigle issante au naturel entre un vol d’or, chaque aile chargée d’une fasce de gueules (casque couronné) ; un buste d’homme habillé aux armes de l’écu, au rabat d’argent, coiffé d’un bonnet albanais de gueules retroussé d’argent. Les lambrequins sont, à dextre de gueules et d’or, à senestre de gueules et d’argent. »

## Personnalités

### A Wängi (canton de Thurgovie)
- Burkhard (II) von Wengen (-1296), écuyer, seigneur de Wängi, cité en 1263 et 1273, qui habite le Weiherhaus comme son père, considéré comme étant le Minnesänger (troubadour) représenté dans la célèbre Manessische Liederhandschrift de Heidelberg.

### A Bâle
- Johann Georg (Ier) à Wengen (1612-1689), reçu docteur en philosophie le 10 décembre 1633, par le docteur Félix Platter.
- Leonhard à Wengen (1680-1721), artiste-peintre à Bâle.
- Johann-Rudolf (II) à Wengen (1704-1772), artiste-peintre à Bâle.
- Johann Rudolf (III) à Wengen (1755-1789), artiste-peintre à Bâle.
- Johann Jakob (IV) à Wengen (1778-1831), artiste-peintre à Bâle.
- Johann Mathias à Wengen (1805-1874), artiste-peintre à Bâle.
- Hans Carl à Wengen (1908-1974), chirurgien à Bâle.
- Johann Jakob (V) à Wengen (1814-1875), architecte néoclassique à Bâle.

### Aux États-Unis
- Adolphe (Ier) AWeng (1809-1895), professeur de littérature française au Vassar College de Poughkeepsie (État de New-York).

### En France
- Jean-Rodolphe (IV) AWeng (1779-1850), imprimeur à Saverne (Alsace), fondateur du journal Zaberner Wochenblatt.
- Eugénie AWeng (1890-1980), agrégée de mathématiques et poète religieux sous le pseudonyme de Michèle Ea.
- André AWeng (1885-1945), médecin précurseur de la santé publique.
- Jean François dit Frantz (Ier) AWeng (1818-1885), directeur des usines Wendel en Lorraine, puis des forges de Buyer en Franche-Comté, chevalier de la Légion d'honneur.

### En Allemagne
- Heinrich (III) à Wengen (1875-1939), ingénieur, fondateur en Bade-Wurtemberg de la Harry à Wengen Hydraulik GmbH & Co. KG.
- Stefan à Wengen (1964-), artiste-peintre à Düsseldorf.

### Religieux
- Ulrich von Wengen, chanoine à la Collégiale de Zurich en 1306.
- Rüdger von Wengi, chanoine de la grande collégiale de Zurich vers 1350.
- Rüdger von Wengi, chanoine à Dielsdorf en 1428, puis à la collégiale de Zurich.
- Emanuel (III) von Wengen (1607-1675), pasteur de Saint-Jean, de Matt en 1636, puis de Bilten, enfin de Bretzwil en 1671, correspondant de Theodor (II) Zwinger.
- Étienne (Ier) AWeng (1848-1871), mort en odeur de sainteté.
- Marie AWeng (1858-1899), Sœur Léopoldine-Marie des Petites Sœurs des Pauvres, missionnaire en Haïti.
- Jean (VII) AWeng (1901-1980), prêtre en Lorraine.
- Gabrielle AWeng (1903-2000), Sœur Marie-Sixte des Dominicaines.
- Joseph AWeng (1905-1929), clerc minoré du diocèse de Nancy.
- Odile AWeng (1913-2013), Sœur des oiseaux des Chanoinesses de Saint Augustin.
- Étienne (II) AWeng (1880-1951), Père-blanc missionnaire en Ouganda.

### Militaires
- Auguste AWeng (1837-1885), lieutenant d’infanterie américain pendant la Guerre de Sécession.
- Frantz (II) AWeng (1873-1914), commandant de compagnie au 151e régiment d’infanterie de Verdun, chevalier de la Légion d’honneur, Croix de guerre, mort pour la France.
- Maurice AWeng (1876-1942), du 51e bataillon de chasseurs, blessé en 1914 et en 1916, commandant d’infanterie, officier de la Légion d’honneur, Croix de guerre, Croix de guerre des Territoires d’Opérations Extérieures (Levant), officier du Nichan Iftikhar, officier du Ourssan Alaouit, titulaire de la médaille commémorative d’Orient, de la médaille commémorative du Maroc et de la médaille coloniale.
- Charles AWeng (1888-1916), sergent au 408e régiment d’infanterie, titulaire de la médaille militaire, mort pour la France.
- Emmanuel (VI) AWeng (1891-1917), sous-lieutenant au 221e régiment d’infanterie, mort pour la France.
- Jean (VI) a’Weng (1886-1947), du 152e régiment d’infanterie, blessé au Hartmannswillerkopf en 1915, chevalier de la Légion d’honneur, Croix de guerre, titulaire de la médaille militaire.
- François a'Weng (1920-1961), sert dans les sous-marins des Forces navales françaises libres, capitaine de corvette, officier de la Légion d’honneur, Croix de guerre, commandeur du Nichan Iftikhar, chevalier de l’Étoile noire du Bénin, titulaire de la médaille militaire de 1re classe de Tchécoslovaquie.

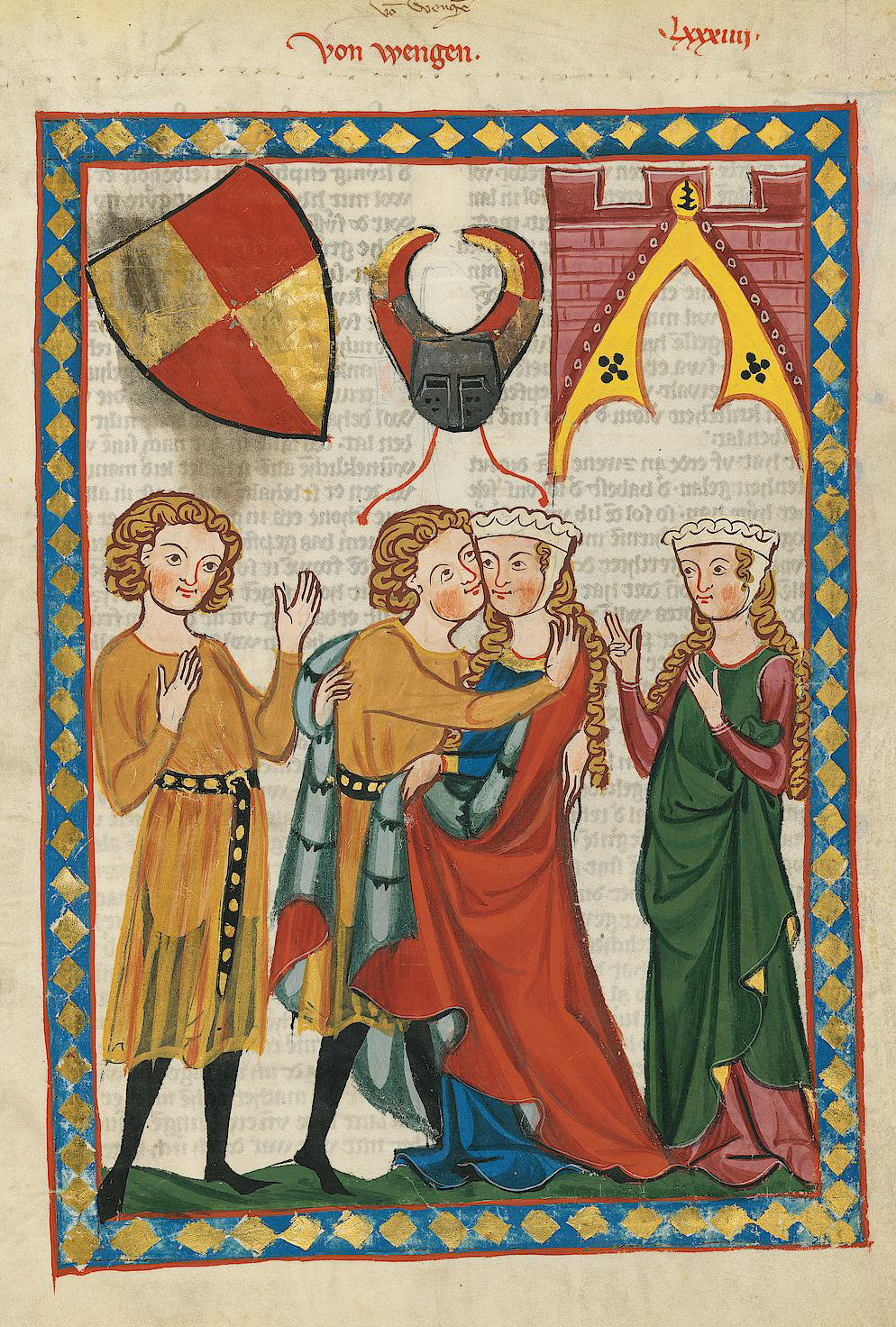
Burkhard (II) von Wengen (-1296). Große Heidelberger Liederhandschrift (Codex Manesse) — Zurich, ca. 1300 bis ca. 1340.
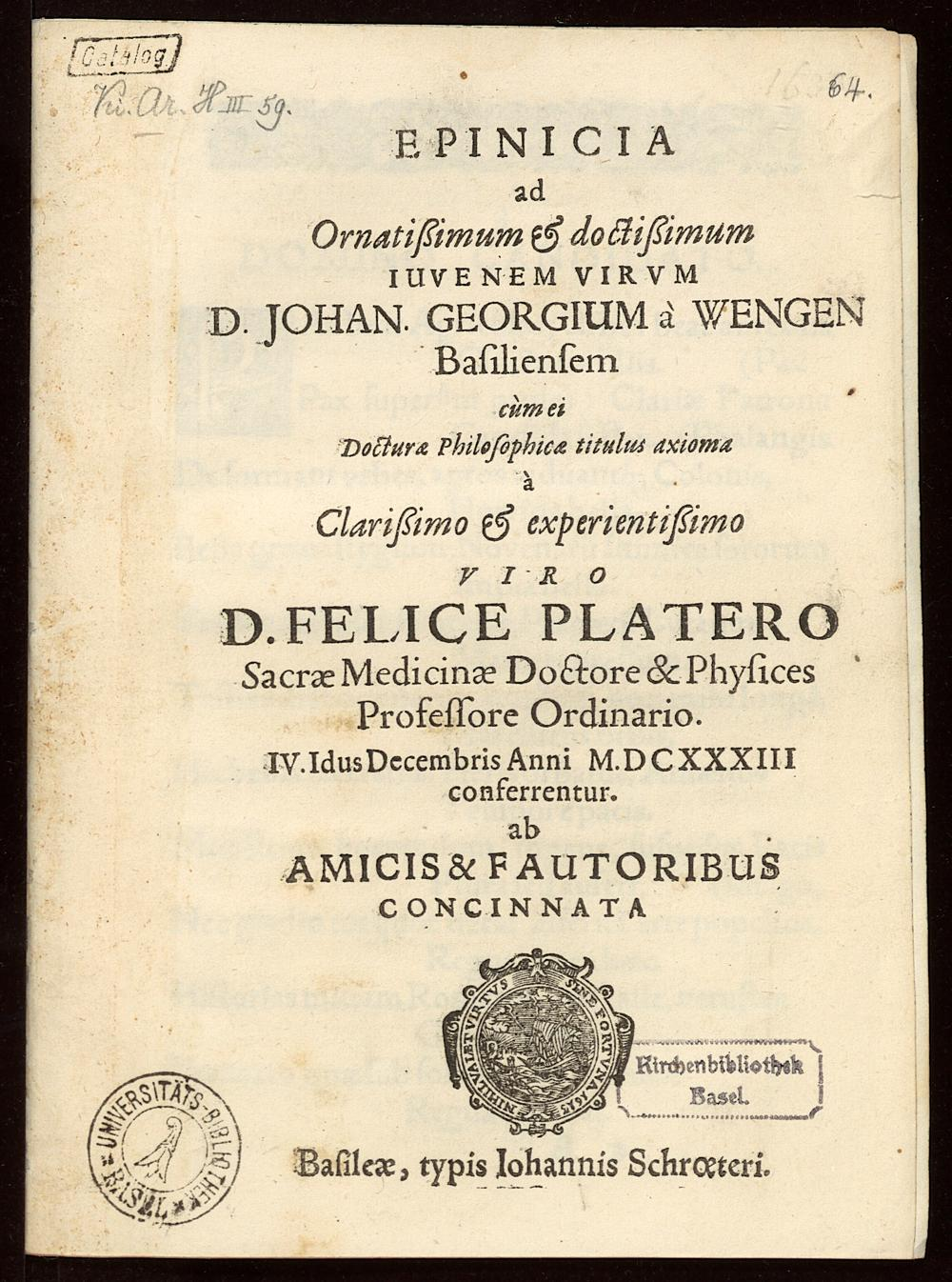
Document attestant que Johann Georg à Wengen fut reçu docteur en philosophie, à l’âge de 21 ans, par le célèbre Félix Platter.
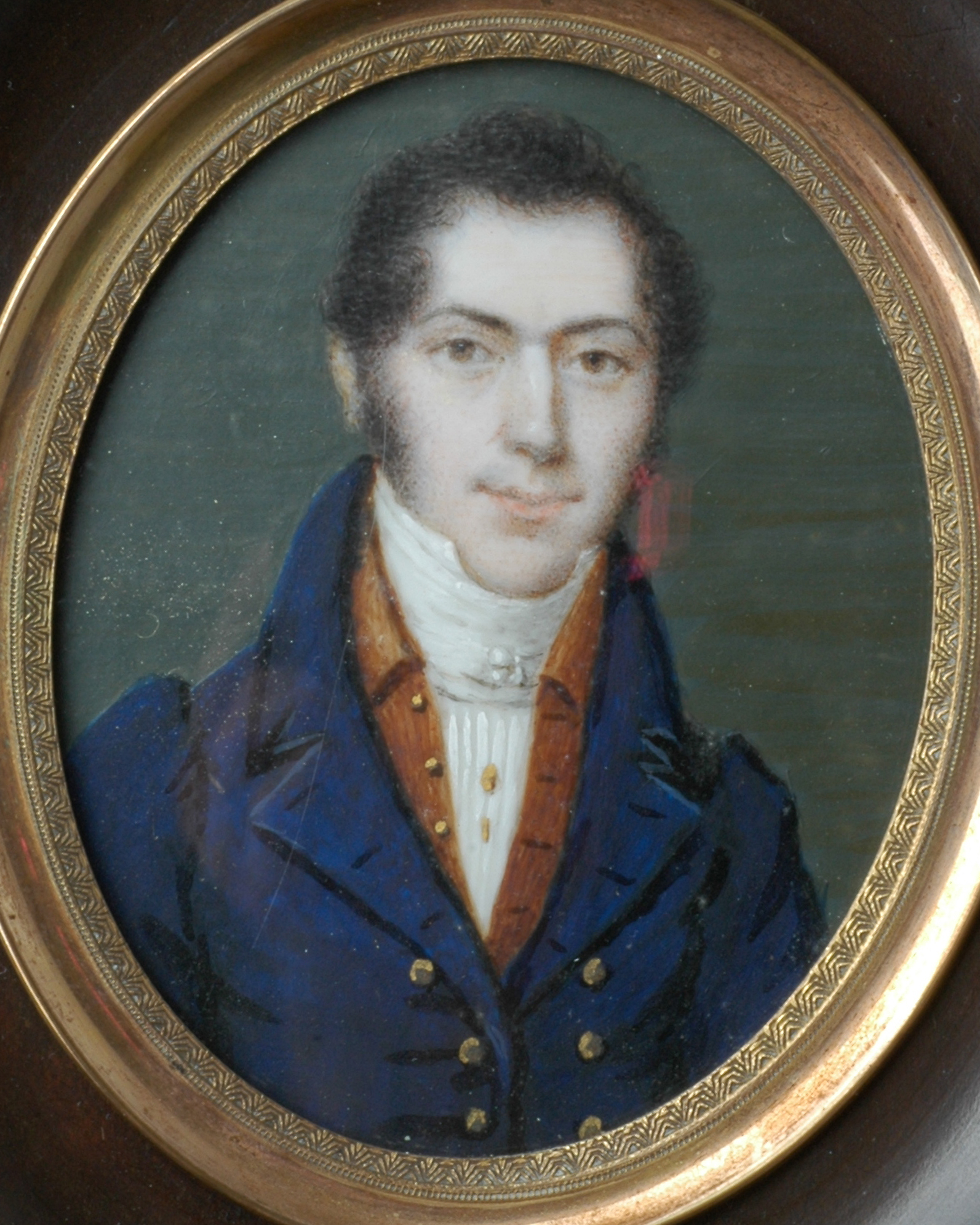
Jean-Rodolphe (IV) AWeng (1779-1850). Miniature sur ivoire. Bâle, vers 1802-1805. Œuvre de Johann Jakob (IV) à Wengen.
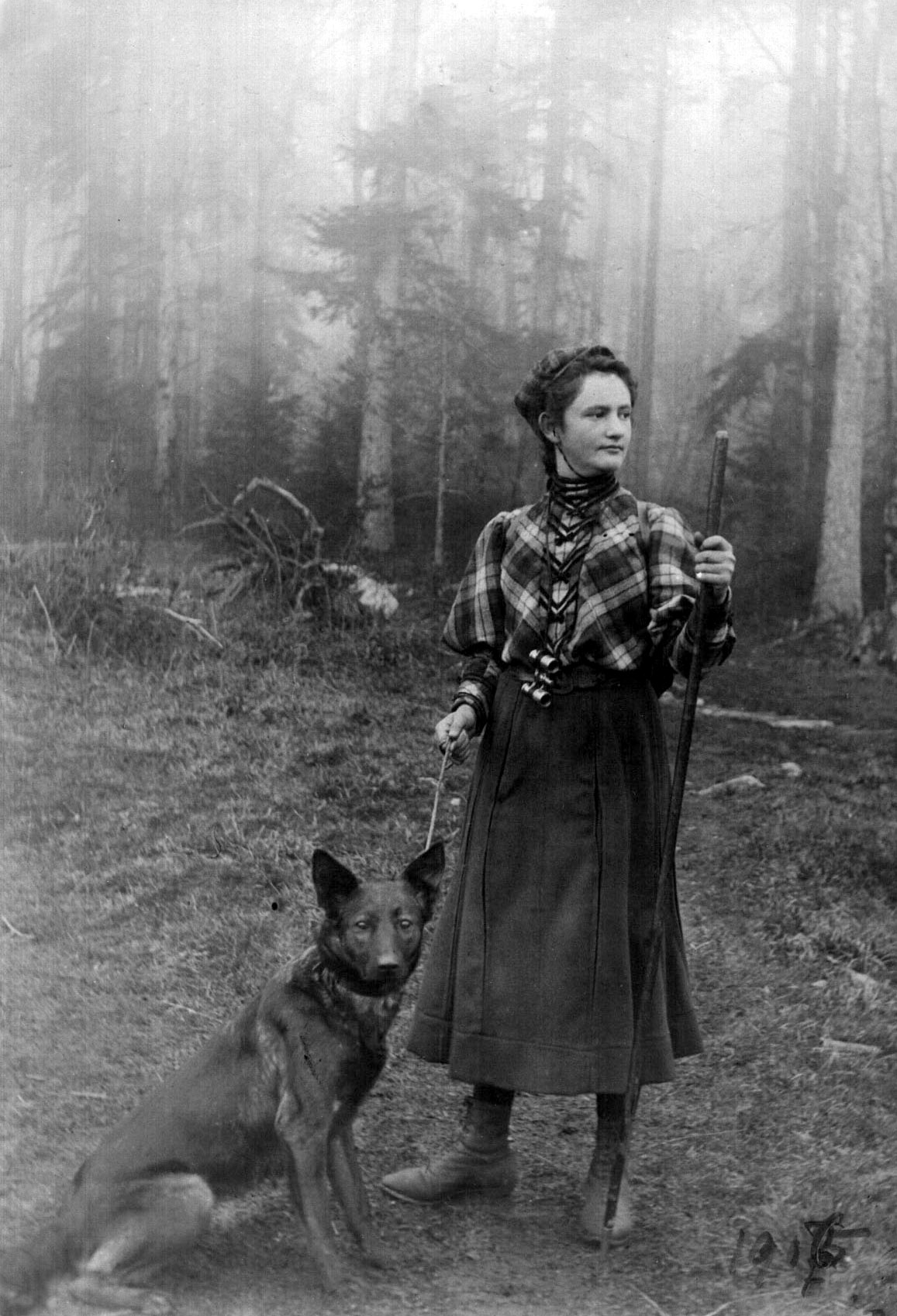
Eugénie AWeng (1890-1980). Alsace, vers 1908.
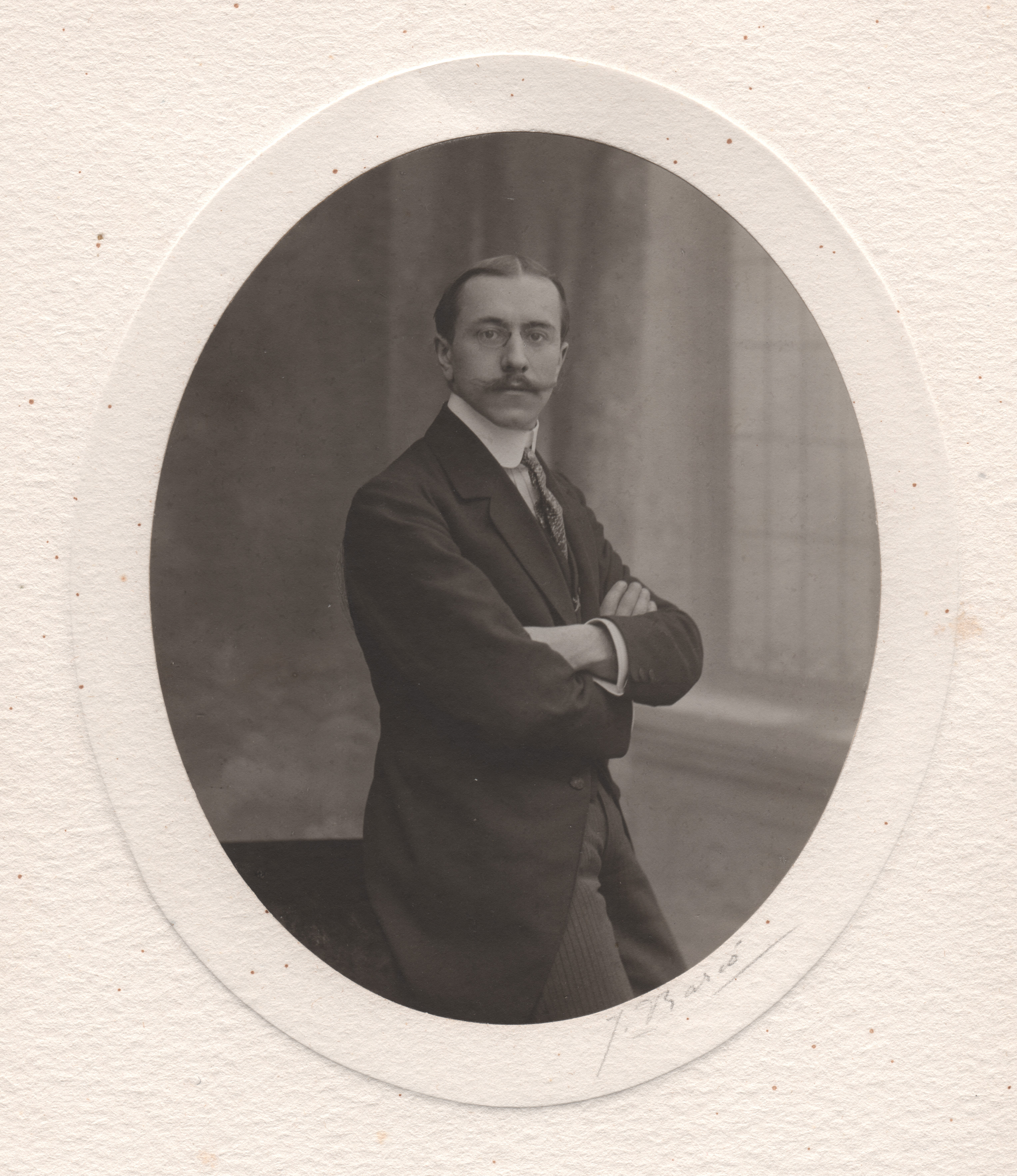
André AWeng (1885-1945). Photographie de Barco à Nancy, 1912.
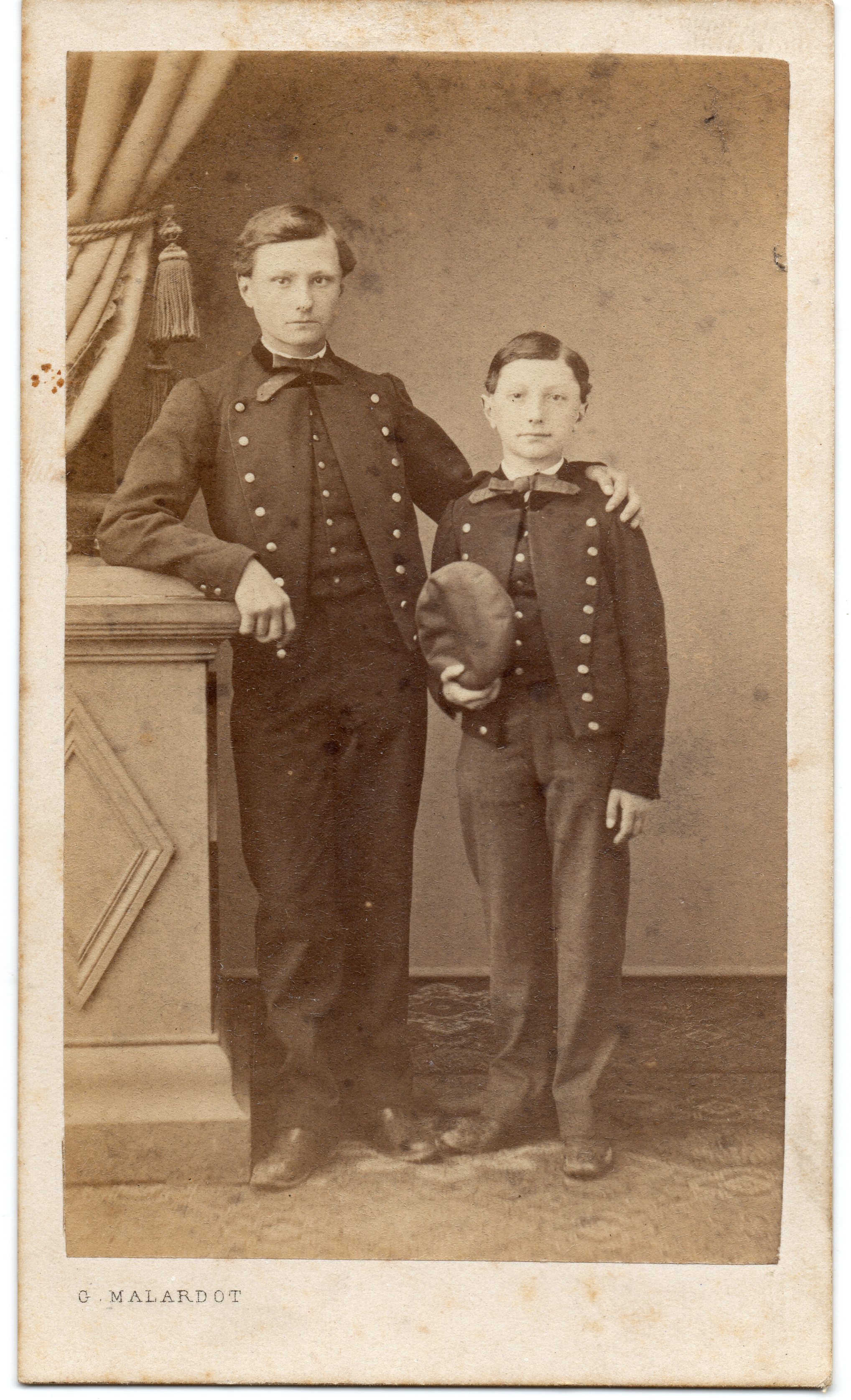
Étienne (Ier) (1848-1871) & François-Joseph (1852-1893) AWeng. Photographie de Malardot à Metz, vers 1863.
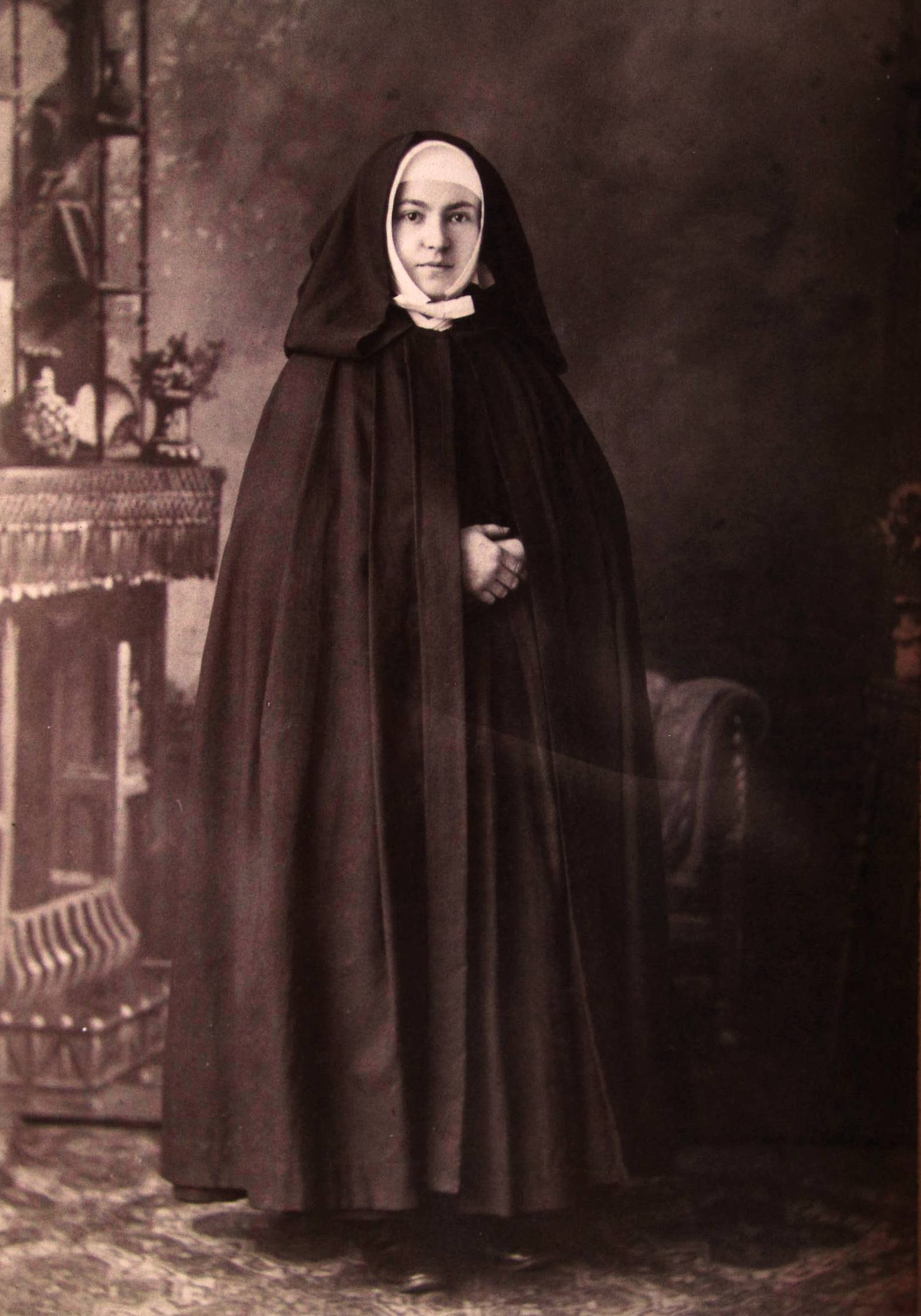
Marie AWeng (1858-1899). Vers 1885.
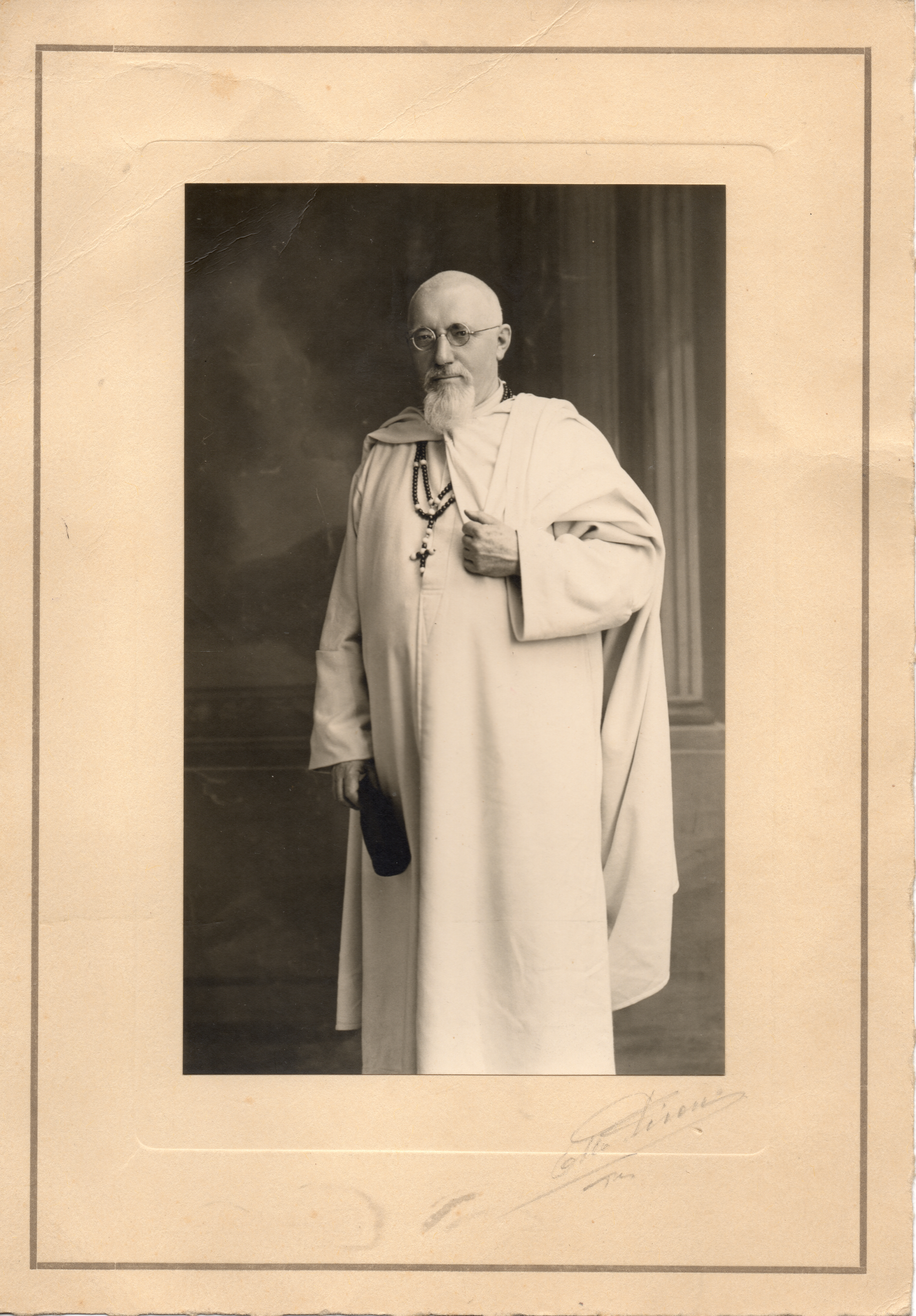
Étienne (II) AWeng (1880-1951). Vers 1940.
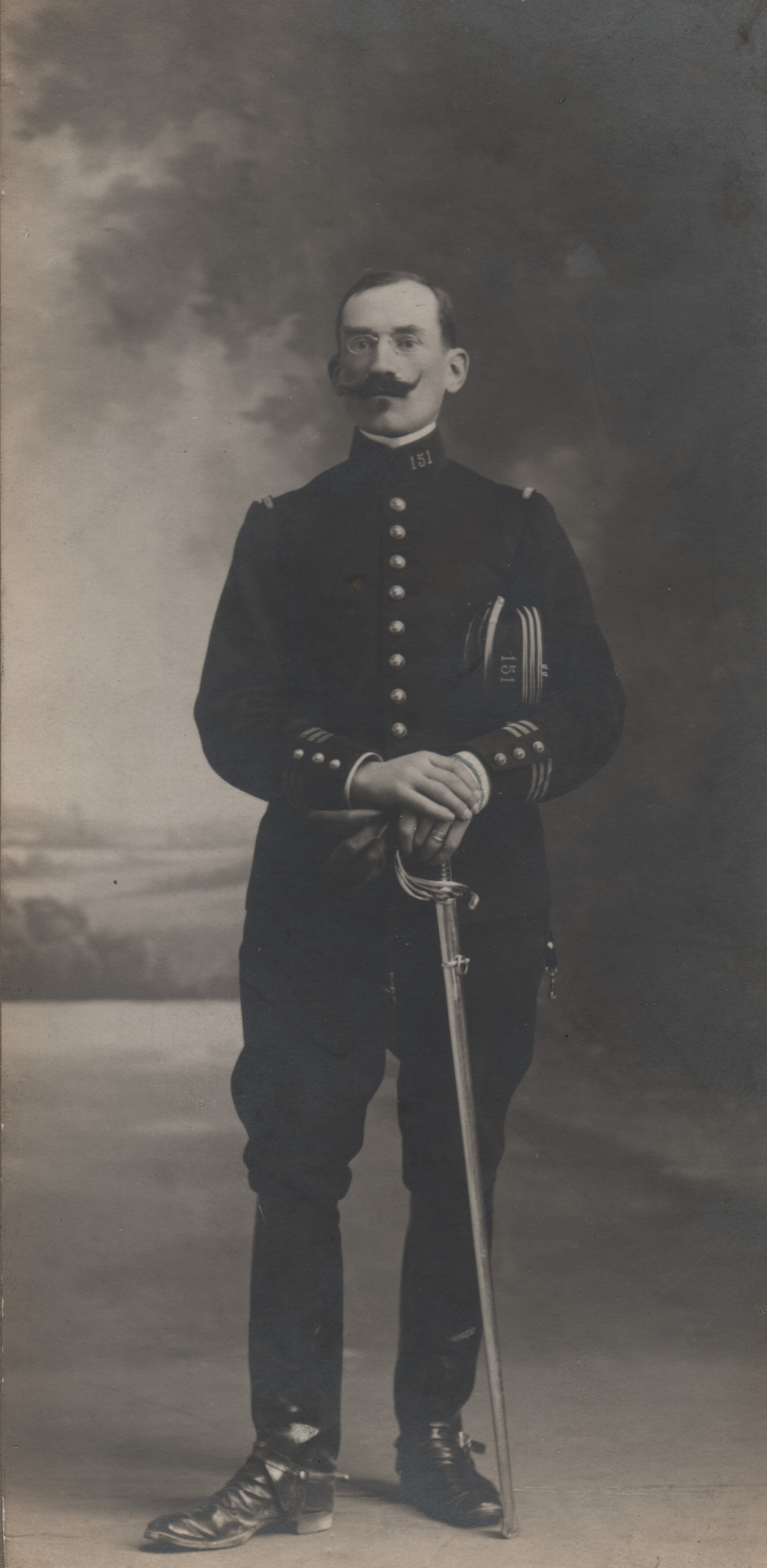
Frantz (II) AWeng (1873-1914). Verdun, 1911.

## Alliances
La famille von ou à Wengen s’est alliée aux familles suivantes :
- En Thurgovie et à Constance : von Wartensee (v. 1300), zum Trutz (v. 1350), Rüdlinger (v. 1380), Hägelin (v. 1510).
- À Bâle : Müller (1553), Löw (1580), Treu (1602 et 1834), Zingg (v. 1648), Blum(er) (1668), Stettler (v. 1680), Schärer (1604), Hindermann (1654 et 1855), Pfannenschmied (1687), Fenk (v. 1734), Hafner (1642), Scherb (1670), Wolleb (1701), Ehinger (1731), Uebelin (1676), Godrio (1711), Hindenlang (1704), Schwartz (1742), Hosch (1727), à Wengen (1751), Brand (1754), Thommen (1777), Stutz (v. 1786), von Kilch (1777), Dietschy (1804), Elsässer (1833), Rübenstahl (1858), Péry (1866), Schultz (v. 1890), Schütz (1865), Bischoff (1874), Bonnand (1906), Bickel (1944), Weber (1964), Bopp (1941), Hälg (1970), Merz (1988), Erni (1995), Tschopp (v. 1970), Capeder (1985), Müller (1838), Meyenrock (1865), Brückner (1844), Rikli (1894), Müller (1922), Schirmer (1960), Holzer (1955), Löw (1983), Juhlin (1986), Dörig (1982), Fässler (2014).
- Aux États-Unis : Parker (v. 1860), Linke ou Sinke (1880), Townsley (1870), Mayhew (1870).
- En France : Charon olim Wagner (1805), Hoffkirch (1822), Signorino (v. 1830), Rettler (1839), Saladin (1857), Rouge (1889), Favre de Thierrens (1839), Kolb (1845), Cavillon (1867), Merlot (1910), Lauras (1908), Deveaux (1899 et 1912), Kauffeisen (1912), Combier (d’Alissas) (1879), Bessonneau (1911), de Buyer-Mimeure (1916), Pelletier de Chambure (1961), de Cambolas (1999), Lentilhac (1927), Ausset (1989).
- En Allemagne : Bräuninger (1871), Stockmayer (1900), Wedler (1929), Staehly (1946), Vortmüller (1986), Kessler (1982), Mathews (1904), Rippmann (1938), Zierold (1995).

## Demeures
Le Weierhaus ou « château de l’eau » à Wängi (canton de Thurgovie) ; La Wenginerhaus rue de l’Église, près la Collégiale de Zurich ; St. Johann-Vorstadt, 13 à Bâle ; Zum Hinderen Schwanenhals au 10 de la Schifflände à Bâle ; Leonhardsstapfelberg, 3 à Bâle ; Rappoltshof, 6 à Bâle ; Le château Totentanz, 14 à Bâle ; Le Rappoltshof à Petit-Bâle ; Gerbergasse, 70 à Bâle ; Sattelgasse, 19 à Bâle ; Heuberg, 34 à Bâle ; 183, rue des Sœurs à Saverne (Alsace) ; La Ferme d’Altviller près Saint-Avold (Lorraine) ; 12, rue d’Auxonne à Nancy ; La maison Greff 123, Grande Rue à Arnaville (Meurthe-et-Moselle) ; Le Domaine du Lavot à Fournets-Luisans (Doubs) ; Le Château de Ballon (Sarthe) ; Zum Mörsberg au 24, Heuberg à Bâle ; Hebelstrasse, 19-21 à Bâle ; St. Alban-Vorstadt, 108 à Bâle ; La brasserie de la Elsässerstrasse à Bâle ; Bruderholzstrasse, 34 à Bâle ; Feierabendstrasse, 52 à Bâle ; Bodenwaldstrasse, 26 à Seedorf (canton d’Uri) ; Sonogno dans le Val de Verzasca (canton du Tessin) ; L’Hôtel du Leonhardsgraben, 52 à Bâle ; Kanonengasse, 15 à Bâle ; Hausbecker Hof à Bornich-Sehnental (Rhénanie-Palatinat).

#### Sur les seigneurs de Wängi
- K. Bartsch, Schweiz. Minnesänger. (Troubadours suisses)
- Dr Beyerle, Konstanzer Rats-Listen des Mittelalters, Heidelberg, 1897. (Les listes du Conseil de Constance au Moyen Âge)
- Dictionnaire Historique et Biographique de la Suisse. Voir les articles Wengi (C. Berne), Wengi (von Wenge, von Wengen), Waengi (C. Thurgovie), Waengi (von, Waenginer).
- N. Hablützel & Hess, Monumenta heraldica Helvetiae Namenverzeichnis, 1944. (Répertoire des noms de monuments héraldiques helvétiques)
- Ernst Herdi, Geschichte des Thurgaus. Frauenfeld, Verlag von Huber & Co, 1939.
- Marmor’sches Häuserbuch, 1866.
- J. R. Pupikofer, Geschichte der Landgrafschaft Thurgau vom Uebergang an die Eidgenossen bis zur Befreiung im Jahre 1798, Frauenfeld, Verlag von J. Huber, 1889. (Histoire du comté de Thurgovie, depuis le passage aux Confédérés jusqu’à la libération de 1798)
- J. R. Pupikofer, Gemälde der Schweiz. (Peintures suisses).
- Karl Tuchschmid, Geschichte von Wängi, Herausgegeben von der Sekundarschule Wängi, 1948. (Histoire de Wängi)

#### Sur les bourgeois de Bâle
- Carl Brun, Schweizerisches Künstler-Lexikon. Frauenfeld, Verlag von Huber & Co, 1905. (1, p. 64). (Lexique des artistes suisses)
- Dictionnaire biographique de l’art suisse, Institut suisse pour l’étude de l’art, Zurich & Lausanne, Verlag Neue Zürcher Zeintung, 1998.
- Paul Leonhard Ganz, Die Miniaturen der Basler Universitätmatrikel. Benno Schwabe & Co Verlag, Basel, 1960
- Christian Heydrich, Les Fresques murales de Hans Bock l’ancien de 1608-1611 à l’hôtel de ville de Bâle. Leur histoire, signification et technique de peinture, Paul Haupt à Berne & Stuttgart, 1987
- Dorothea Huber, Architekturführer (Guide de l’Architecture), Bâle, 1993. p. 126-127.
- Knapp, Borel Attinger, Geographisches Lexikon der Schweiz, VI, Teil, 1910. (Lexique géographique suisse)
- Paul Kölner, Die Safranzunft zu Basel. Benno Schwabe & Co Verlag, Basel, 1935. (Emanuel, Buchbinder ; Hans Jakob, Buchbinder ; Samuel, Buchbinder ; Sara, Krämerin).
- Jakob Kull, Wappen der Löbl.Bürgerschaft der Stadt Basel, 1841, Zürich, bey Jakob Kull, Lithograph. (Armoiries bourgeoises de la ville de Bâle)
- Hans Jakob Leu, Schweiz. Lexikon, 1764, XIX. Teil. (Lexique suisse)
- Valentin Lötscher, Felix Platter Beschreibung der Stadt Basel 1610 und Pestbericht 1610/11, Schwabe & C° Verlag. Basel / Stuttgart, 1987. (Rapport sur la peste du docteur Félix Platter publié par le docteur Valentin Lötscher, mort brusquement en 1984, après avoir achevé cet immense travail)
- Lutz, Baslerisches Bürgerbuch, Basel, 1819. (Livre de la bourgeoisie de Bâle)
- B. Meyer-Kraus, Wappenbuch der Stadt Basel, herausgegeben von B. Meyer-Kraus. C. Dettloffs Buchhandlung, Basel, 1880. (Armorial de la ville de Bâle)
- Anne Nagel, Der Wolfgottesacker in Basel, in Schweizerische Kunstführer GSK no 532, Berne, 1993, p. 7-12.
- Dr F. Roth, Die Reformation in Basel, 1525-1528, Basel, 1936. (La Réforme à Bâle)
- Dr F. Roth), Durchführung die Reformation in Basel, 1529-1530, Basel, 1943. (Mise en œuvre de la Réforme à Bâle)
- Staehelin & Roschet, Wappenbuch der Stadt Basel, Unter den Auspizien der historischen und antiquarischen Gesellschaft in Basel, herausgegeben von R. Staehelin, Zeichnungen Carl Roschet, Verlag von Helbling & Lichtenhahn, Basel. Lith. Gehr, Lips, Basel, vers 1900 (en plusieurs livraisons). (Armorial de la ville de Bâle)
- Thieme et Becker, Allgemeines Lexikon der Bildenden Künstler von der Antike bis zur Gegenwart, herausgegeben von Hans Vollmer, Leipzig, Verlag von E. A. Seemann, 1942. (Lexique général des artistes de l’Antiquité à nos jours)
- Beat Trachsler, Basler Kleinmeister zur Zeit Isaak Iselins (1728-1782), catalogue de l’exposition présentée au Stadt- und Münstermuseum du 4 juin au 1er juillet 1977.
- Rudolf Wackernagel, Rechnungsbuch des Offizin Froben & Episcopius 1557-1564, Basel, Schwabe, 1881.
- H. Weiss, Neuestes Baslerbürgerbuch, enth. die seit ältesten Zeiten bis 1836 ausgest. noch vorhandenen Bürgergeschlechter in Basel, 1836. (Nouveau livre de la bourgeoisie bâloise, depuis les temps les plus reculés jusqu’à 1836)
- Weiss, Verzeichnis der in Basel Verstorbenen und Begrabenen, 1730-1819, 1819. (Répertoire des morts et enterrés à Bâle de 1730 à 1819)
- Weiss, Verzeichnis der Zeit 1730-1819 getrauten Ehen samtl. Bürger und Einwohner der Stadt Basel, 1819. (Répertoire des mariages des bourgeois et habitants de Bâle de 1730 à 1819).
- François-Louis a’Weng, Histoire du Livre de Raison de la Famille à Wengen (1557-1743), Bulletin du Cercle Généalogique d'Alsace, septembre 2014-2, no 187, p. 410-415.

#### Sur la branche française
- J. J. Barbé, Metz, documents généalogiques 1792-1870, Metz, 1934.
- Cahiers pour une histoire de l'Éna no 4 : Promotion Jean Moulin. Février 1948-décembre 1949, La Documentation française, 2011, p. 120, 140 et 141.
- E. Chaline, Historique des Forces navales françaises libres, 1994, t. I, p. 226, 299, t. II, p. 320, 321, t. III, p. 27.
- Laurent Ducerf, Vincent Petit, Manuel Tramaux, Dictionnaire du Monde religieux dans la France contemporaine. Franche-Comté, Beauchesne, Paris, 2016, p. 85-86.
- Pierre Fritsch, Les Wendel, rois de l’acier français, Paris, 1976.
- Henri Gilliot, Bulletin du Cercle Généalogique d’Alsace, 1971-2, no 14 : généalogie de la famille Aweng, p. 31-34.
- Peter Hoffmann, Chronik der Gemeinde Stieringen-Wendel (Chronique de la commune de Stiring-Wendel), Oberginingen, 1905.
- Claude Huan, Les Sous-marins français 1918-1945, Marines Edition, Bourg-en-Bresse, vers 1980-1990, p. 170.
- Marcel Moeder, Les Ex-libris alsaciens des origines à mil huit cent quatre-vingt-dix, Strasbourg, 1931, p. 55.
- Jacques Morizet, Histoire de la promotion Jean-Moulin, in Cahiers pour une histoire de lÉna no 4 : Promotion Jean Moulin. Février 1948-décembre 1949, La Documentation française, 2011, p. 15.
- Maurice Pasquelot, Les Sous-marins de la France Libre, Presses de la Cité, Paris, 1981.
- Daniel Rondeau et Roger Stéphane, Des Hommes libres 1940-1945. La France libre par ceux qui l’ont faite, Grasset, 1998.
- François Roth, La Lorraine annexée 1870-1918, Metz, éditions Serpenoise, 2011. Annales de l’Est, mémoire no 30, thèse de doctorat, Nancy, 1953.
- Salsa (sous la direction de Pierre R. Sonet), Dictionnaire biographique de la Haute-Saône, Vesoul, 2005, t. I, p. 26 et 27.
- René Sédillot, La Maison de Wendel de Mil Sept Cent Quatre à nos jours, Riss & Cie éditions, Paris, 1958.
- André Sellier, De Dora… à la rue des Saints Pères, in Cahiers pour une histoire de l’Éna no 4 : Promotion Jean Moulin. Février 1948-décembre 1949, La Documentation française, 2011, p. 119.
- Pierre Sonneville, Les Combattants de la liberté Ils n’étaient pas dix mille, La Table ronde, Paris, 1968, p. 53, 100, 117, 127, 130, 192, 236, 239, 248, 250, 255, 261, 280, 309 et 310.
- Henri Termerson, Biographies des principales personnalités françaises décédées au cours de l’année 1961, chez l’auteur : 13bis, rue César-de-Beccaria Paris, Paris, 1962, p. 16.
- Aude Vassallo, Le Contrôle gouvernemental de l’Information (1958-1969), Paris, De Boeck, 2005.
- Philippe Wiedenhoff, article Aweng in Lexique d’histoire savernoise, premier fascicule, Saverne, 2005, p. 24.